# Paradarisa azyx
Paradarisa azyx là một loài bướm đêm trong họ Geometridae.